# Veniamín Mandrykin
Veniamín Anatólievich Mandrykin (en ruso: Вениами́н Анато́льевич Мандры́кин; Oremburgo, 30 de agosto de 1981-Moscú, 6 de agosto de 2023) fue un futbolista ruso que se desempeñaba como guardameta retirado en 2010 a causa de sus constantes lesiones. Falleció de un infarto en 2023.

## Clubes
| Club                            | País  | Año         |
| ------------------------------- | ----- | ----------- |
| FC Alania Vladikavkaz           | Rusia | 1998 - 2002 |
| PFC CSKA Moscú                  | Rusia | 2002 - 2010 |
| FC Tom Tomsk (cedido)           | Rusia | 2008        |
| FC Rostov (cedido)              | Rusia | 2009        |
| PFC Spartak de Nalchik (cedido) | Rusia | 2010        |
| FC Dynamo Bryansk (cedido)      | Rusia | 2010        |